# Трета мотострелкова дивизия
Трета мотострелкова дивизия е военно формирование на Сухопътни войски на Република България с щаб в Благоевград съществувало в периода (1950 – 2001).

## История
На 20 ноември 1950 г. със заповед № 2018 25-и драгомански стрелкови полк е развърнат в 3-та отделна стрелкова бригада с местостоянка в Кресна. На 1 май 1955 г. със заповед № 1 бригадата се преименува на 3-та планинска стрелкова дивизия и се премества на местостоянка в Симитли, заедно с щабните поделение и бригадната школа за младши сержанти. През 1958 г. е реорганизирана в 3-та стрелкова бригада с щаб в Благоевград, а на 1 юли 1961 г. със заповед № 199 е преименувана на 3-та мотострелкова дивизия. Трета мотострелкова дивизия е разформирана през 2001 година. Наследник на дивизията се явява трето бригадно командване – Благоевград.

## Наименования
През годините формированието носи различни имена според претърпените реорганизации:
- Трета отделна планинска стрелкова бригада – Кресна (20 ноември 1950 – 1 май 1955)
- Трета планинска стрелкова дивизия – Симитли (1 май 1955 – 1958)
- Трета стрелкова бригада – Благоевград (1958 – 1 юни 1961)
- Трета мотострелкова дивизия – Благоевград (1 юни 1961 – 2001)

## Командващи
- Полковник Стоян Събев (към 1967 г.)
- Генерал-майор Серафим Велков (до 1983)
- Полковник (от 1985 ген.-майор) Любен Петров (1983 – 1987)
- Полковник (ген. м-р) Златан Стойков (1995 – 7 май 1998)
- Полковник Атанас Самандов (1 септември 1998 – 7 юли 2000)
- Любомир Василев

### Началници на ракетните войски и артилерията
- полковник Найден Боримечков 15 октомври 1968 – 29 септември 1972